# Процюк Володимир
Володимир Процюк (21 березня 1912, Володимир - 15 лютого 1991, Філадельфія, Пенсільванія, США) - головний секретар Організації Державного відродження України, голова Українського Патріархального товариства, диктор радіо-години «Голос Мирян», 
Народився в родині Евдокії і Василя Процюків. Закінчив богословію у Львові. Приєднався до ОУН та вів велику працю на Підляшші, організовуючи читальні Просвіти і створюючи умови для поширення освіти в школах, за що був арештованим німецькою владою. Згодом, переїхавши до Німеччини, вступає до медичної школи і в травні 1944 року кінчає медичні студії із титулом доктора дентистики, де теж відбував практику. У Мюнхені працював у Пласті і був головою Українського Громадського Комітету.
У 1946 році одружився із Іриною Онуферко. У 1951 році разом з родиною переїхав до Америки і поселився у Філадельфії. Серед нових обставин скоро знову взявся до громадської праці. Вступив у ряди Організації Державного Відродження України і займав пости головного секретаря центральної управи. Входить до управи Координаційного Комітету Митрополії Філадельфії і був її секретарем. Довгі роки був головою Українського Патріярхального Товариства, відділ у Філядельфії.
Один із перших співробітників і диктор радіо-години «Голос Мирян». Довголітній співредактор і адміністратор журналу "Патріярхат", де разом з дружиною Іриною посвятили свій час і труд на початках видавництва журналу, який тоді називався «За Патріярхат». Був теж одним із співосновників і членом проводу української католицької церкви св. архистратига Михаїла. Був дуже активний у парафіяльній раді і заступником голови, головою Братства Св. Архистратига Михаїла і членом хору. Зорганізував кіоск при церкві і дуже зразково Видавав «Парафіяльні Вісті». 
Родина: дружина Ірина, син Андрій, дочка Ярослава Вишневська, син Олександр, син Ігор. 
Похоронна церемонія відбулась 15 лютого 1991 року з церкви Св. Архистратига Михаїла, а похований Володимир Процюк був на українському цвинтарі Пречистої Діви Марії на Факс-Чейсі. 